# Motorul Stirling

Motor Stirling de tip Alpha

Motor Stirling de tip Beta

Motorul Stirling este o mașină termică cu fluidul de lucru aer cald, care funcționează pe baza unui ciclu care se desfășoară în întregime într-un sistem termodinamic închis. Există mai multe variante constructive ale motorului Stirling din care majoritatea sunt cu piston în mișcare de translație alternativă. 
Motorul Stirling este un motor cu ardere externă. Sursa de energie termică poate fi nu numai arderea unui combustibil ci și energia solară sau energia nucleară.
Un motor Stirling funcționează prin utilizarea unei surse de căldură externe și a unui radiator de căldură, fiecare din acestea fiind menținut în limite de temperatură prestabilite și cu o diferență de temperatură suficient de mare între ele.

Secțiune prin schema unui motor Beta Stirling cu mecanism de bielă rombic
1 (roz) – peretele fierbinte al cilindrului, 2 (cenușiu închis) - peretele rece al cilindrului (cu 3 (galben) racorduri de răcire), 4 (verde închis) – izolație termică ce separă capetele celor doi cilindri, 5 (verde deschis) – piston de refulare, 6 (albastru închis) – piston de presiune, 7 (albastru deschis) - volanți,
Nereprezentate: sursa exterioară de energie și radiatorele de răcire. În acest desen pistonul de refulare este utilizat fără regenerator.

## Descriere
În procesul de transformare a energiei termice în lucru mecanic, dintre mașinile termice cunoscute, motorul Stirling poate atinge cel mai mare randament, teoretic până la randamentul maxim al ciclului Carnot, cu toate că în practică acesta este redus de proprietățile gazului de lucru și a materialelor utilizate cum ar fi coeficientul de frecare, conductivitatea termică, punctul de topire, rezistența la rupere, deformarea plastică, etc.
Acest tip de motor poate funcționa pe baza unei surse de căldură indiferent de calitatea acesteia, fie ea energie solară, chimică sau nucleară.
Spre deosebire de motoarele cu ardere internă, motoarele Stirling pot fi mai economice, mai silențioase, mai sigure în funcționare și cu cerințe de întreținere mai scăzute.
Ele sunt preferate în aplicații specifice unde se valorifică aceste avantaje, în special în cazul în care obiectivul principal nu este minimizarea cheltuielilor de investiții pe unitate de putere ($/kW) ci a celor raportate la unitatea de energie ($/kWh). În comparație cu motoarele cu ardere internă de o putere dată, motoarele Stirling necesită cheltuieli de capital mai mari, sunt de dimensiuni mai mari și mai grele, din care motiv, privită din acest punct de vedere această tehnologie este necompetitivă. Pentru unele aplicații însă, o analiză temeinică a raportului cheltuieli-câștiguri poate avantaja motoarele Stirling față de cele cu ardere internă.
Mai recent, avantajele motorului Stirling au devenit vizibile în comparație cu creșterea costului energiei, lipsei resurselor energetice și problemelor ecologice cum ar fi schimbările climatice. Creșterea interesului față de tehnologia motoarelor Stirling a impulsionat cercetările și dezvoltările în acest domeniu. Utilizările se extind de la instalații de pompare a apei la astronautică și la producerea de energie electrică pe bază de surse bogate de energie incompatibile cu motoarele de ardere internă cum sunt energia solară, resturi vegetale și animaliere.
O altă caracteristică a motoarelor Stirling este reversibiltatea.
Acționate mecanic, acestea pot funcționa ca pompe de căldură.
S-au efectuat încercări utilizând energia eoliană pentru acționarea unei pompe de căldură pe bază de ciclu Stirling în scopul încălzirii și condiționării aerului pentru locuințe.

## Istoric
Mașina cu aer a lui Stirling (cum a fost denumită în cărțile din epoca respectivă) a fost inventată de clericul Dr. Robert Stirling și brevetat de acesta în anul 1816.
Data la care s-a încetățenit denumirea simplificată de motor Stirling nu este cunoscută, dar poate fi estimată spre mijlocul secolului XX când compania Philips a început cercetările cu fluide de lucru altele decât aerul – în instrucțiunile de utilizare MP1002CA este încă denumită ca 'motor cu aer'. Tema principală a brevetului se refera la un schimbător de căldură pe care Stirling l-a denumit "economizor" pentru că poate contribui la economisirea de carburant în diferite aplicații.
Brevetul descria deci în detaliu utilizarea unei forme de economizor într-o mașină cu aer, care în prezent poartă denumirea de regenerator. Un motor construit de Stirling a fost utilizat la o carieră de piatră pentru pomparea apei în anul 1818. Brevetele ulterioare ale lui Robert Stirling și ale fratelui său, inginerul James Stirling, se refereau la diferite îmbunătățiri aduse construcției mașinii originale, printre care ridicarea presiunii interne ceea ce a condus la creșterea semnificativă a puterii, astfel încât în anul 1845 s-au putut antrena toate utilajele topitoriei de oțel din Dundee.
Pe lângă economisirea de carburanți, inventatorii au avut în vedere și crearea unei alternative mai sigure pentru motorul cu aburi, la care în aceea vreme adeseori exploda cazanul, cauzând accidente, chiar și pierderi de vieți.
Cu toate acestea obținerea unui randament mai ridicat, posibil prin asigurarea de temperaturi foarte mari, a fost limitată de calitatea materialelor disponibile la acel moment și cele câteva exemplare construite au avut o durată de viață redusă.
Defecțiunile din zona caldă a motorului au fost mai frecvente decât se putea accepta, totuși având urmări mai puțin dezastruoase decât explozia cazanului la mașinile cu aburi.
Cu toate că în cele din urmă a pierdut competiția cu mașina cu aburi în ceea ce privește locul de motor de acționare a utilajelor, la sfârșitul secolului XIX și începutului de secol XX au fost fabricate în număr mare motoare Stirling/de aer cald (diferența dintre cele două tipuri se estompează dacă în multe din ele generatorul este de eficiență îndoielnică sau lipsește), găsindu-și utilizare peste tot unde era nevoie de o putere medie sau mică dar sigură, cel mai adesea în pomparea apei. Acestea funcționau la temperaturi scăzute, ca urmare nu solicitau prea tare materialele disponibile astfel încât deveneau destul de ineficiente, avantajele față de mașinile cu aburi fiind operarea simplă putând fi deservite de personalul casnic. Cu trecerea timpului rolul lor fost preluat de motoarele electrice și de motoare cu ardere internă, de mai mici dimensiuni, astfel că la sfârșitul anilor 1930 motorul Stirling a căzut în uitare fiind doar o curiozitate tehnică reprezentată de câteva jucării și instalații de ventilație.
În acest timp Philips, firma olandeză de componente electrice și electronice a început cercetări privitoare la acest tip de motor. Încercând să extindă piața pentru aparatele sale de radio în zonele unde nu exista rețea de energie electrică și alimentarea de la baterii cu durată de viață scurtă era nesigură, managementul firmei a concluzionat că era nevoie de un generator portabil de putere redusă, astfel că a însărcinat un grup de ingineri de la laboratoarele sale din Eindhoven cu cercetările. Studiind diferite motoare de acționare mai vechi și mai noi, au fost respinse pe rând pentru un motiv sau altul până ce alegerea a căzut pe motorul Stirling. Silențios din construcție, și neselectiv față de sursa de energie termică (petrolul lampant „ieftin și disponibil peste tot” a fost avantajat) părea să ofere reale posibilități. Încurajați de primul lor motor experimental care producea 16 W la arbore la un cilindru cu diametrul de 30 mm și o cursă a pistonului de 25 mm, au pornit un program de dezvoltare.
În mod uimitor, activitatea a continuat și în perioada celui de al doilea război mondial, astfel că la sfârșitul anului 1940 s-a finalizat motorul Type 10 care era destul de performant pentru a putea fi cedat filialei Johan de Witt din Dordrecht pentru producția în serie în cadrul unui echipament pentru generarea energiei electrice conform planului inițial. Proiectul a fost dezvoltat cu prototipurile 102 A, B și C, ajungându-se la o putere de 200 W energie electrică la un cilindru cu diametrul de 55 mm și o cursă a pistonului de 27 mm la modelul MP1002CA. Producția primului lot a început în anul 1951, dar a devenit clar că nu se putea produce la un preț acceptabil pe piață, lucru la care s-a adăugat apariția aparatelor radio cu tranzistor care aveau un consum mult mai redus ceea ce a făcut să dispară motivul inițial al dezvoltării. Cu toate că MP1002CA era o linie moartă, ea reprezintă startul în noua eră de dezvoltare a motoarelor Stirling.
Philips a dezvoltat motorul Stirling pentru o scară largă de aplicații, dar succes comercial a avut doar motorul Stirling în regim invers utilizat în tehnica frigului. Cu toate acestea, compania a obținut o serie de brevete și a acumulat o cantitate mare de cunoștințe referitoare la tehnologia motoarelor Stirling, care ulterior au fost vândute ca licență altor firme.

## Ciclul motor
Deoarece ciclul motorului Stirling este închis, el conține o cantitate determinată de gaz numit "fluid de lucru", de cele mai multe ori aer, hidrogen sau heliu.
La funcționare normală motorul este etanșat și cu interiorul lui nu se face schimb de gaz. Spre deosebire de alte tipuri de motoare nu sunt necesare supape.
Gazul din motorul Stirling, asemănător altor mașini termice, parcurge un ciclu format din 4 transformări (timpi): încălzire, destindere, răcire și compresie.
Ciclul se produce prin mișcarea gazului înainte și înapoi între schimbătoarele de căldură cald și rece. Schimbătorul de căldură cald este în contact cu o sursă de căldură externă de exemplu un arzător de combustibil, iar schimbătorul de căldură rece este în legătură cu un radiator extern de exemplu radiator cu aer. O schimbare intervenită în temperatura gazului atrage după sine modificarea presiunii, în timp ce mișcarea pistonului contribuie la compresia și destinderea alternativă a gazului.
Comportarea fluidului de lucru este conformă legilor gazelor perfecte care descriu relația dintre presiune, temperatură și volum. Gazul fiind în spațiu închis, la încălzire se va produce o creștere de presiune care va acționa asupra pistonului de lucru cauzând deplasarea acestuia. La răcirea gazului presiunea scade, deci va fi nevoie de mai puțin lucru mecanic pentru comprimarea lui la deplasarea pistonului în sens invers, rezultând un excedent energie mecanică.
Multe motoare Stirling performante sunt presurizate, adică presiunea medie din interior este mai mare decât cea atmosferică.
Astfel masa fluidului de lucru este mai mare, ca urmare cantitatea de energie calorică vehiculată, deci și puterea motorului va fi mai mare.
Creșterea presiunii atrage și alte modificări cum ar fi mărirea capacității schimbătoarelor de căldură precum și cea a regeneratorului.
Aceasta la rândul ei poate mări spațiile neutilizate precum și rezistența hidrodinamică cu efect negativ asupra puterii dezvoltate.
Construcția motorului Stirling este astfel o problemă de optimizare a mai multor cerințe de multe ori contradictorii. Experiențele cu aer sub presiune au fost cele care au condus firma Philips la trecerea de la aer la alte gaze ca fluid de lucru. La temperaturi mari, oxigenul din aer avea tendința de a reacționa cu lubrifianții motorului, aceștia fiind îndepărtați de pe segmenții de etanșare, colmatând schimbătoarele de căldură și prezentând chiar pericol de explozie.
Ulterior s-a constatat că anumite gaze cum ar fi hidrogenul și heliul prezintă și alte avantaje vizavi de aer.

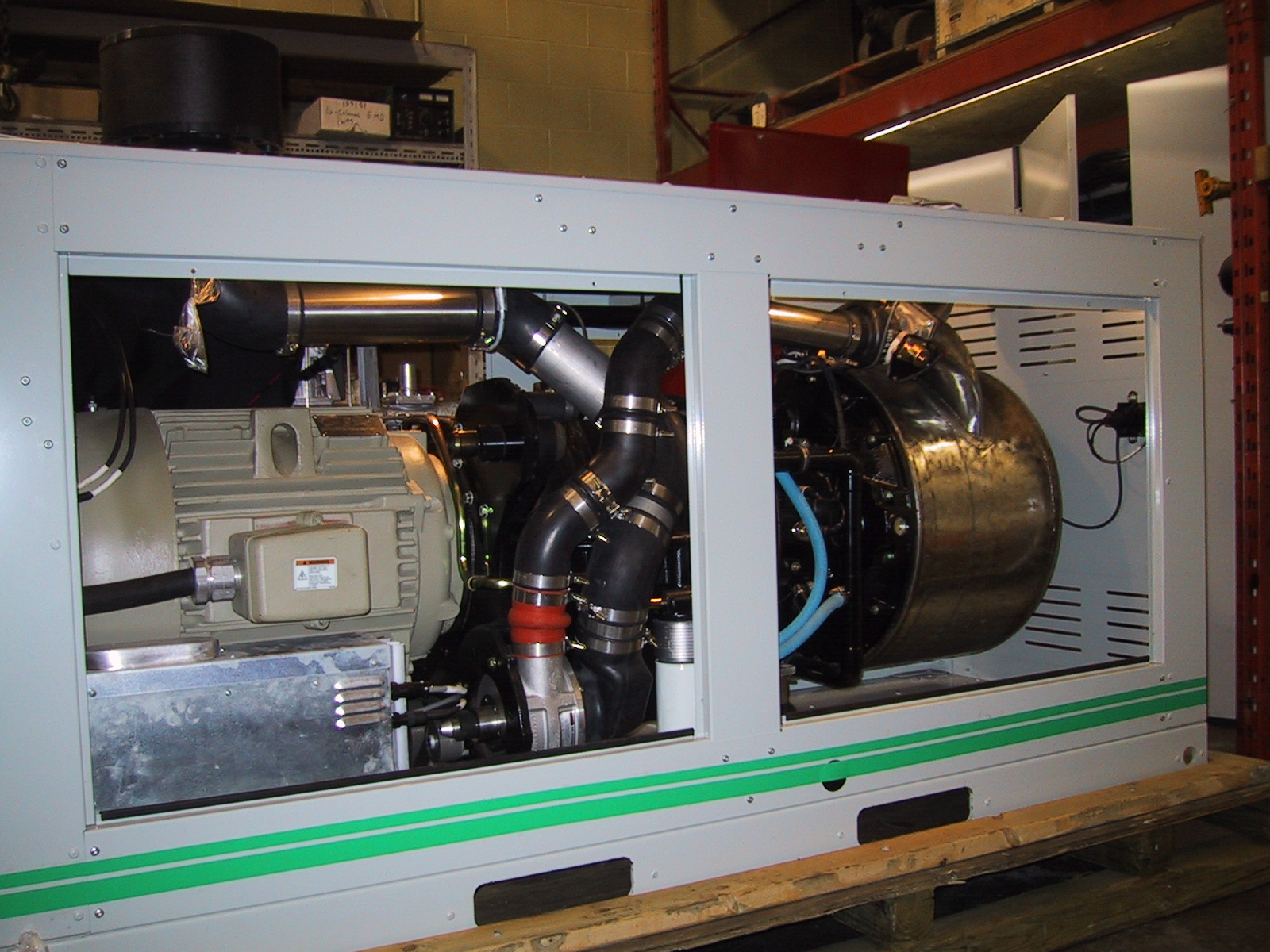
Un ansamblu motor Stirling generator electric cu o putere nominală de 55 kW, pentru utilizare combinată ca sursă de căldură și energie electrică Clic pe imagine pentru detalii în limba engleză.

Dacă un capăt al cilindrului este deschis, funcționarea este puțin diferită.
În momentul în care volumul închis între piston și cilindru se încălzește, în partea încălzită se produce dilatarea, mărirea presiunii, care are ca rezultat mișcarea pistonului.
La atingerea suprafeței reci, volumul gazului se reduce rezultând reducerea presiunii sub valoarea presiunii atmosferice și astfel se produce mișcarea pistonului în sens invers.
În concluzie, motorul Stirling utilizează diferența de temperatură dintre cele două zone, cea caldă și cea rece, pentru a crea un ciclu de dilatare-contractare a unui gaz de masă dată în interiorul unei mașini pentru conversia energiei termice în lucru mecanic. Cu cât este mai mare diferența între temperaturile celor două zone, cu atât mai mare este randamentul ciclului său.
Mici motoare experimentale au fost construite pentru a funcționa la diferențe de temperatură mici, de până la 7 °C care apare de exemplu între palma mâinii și mediul înconjurător sau între temperatura camerei și temperatura de topire a gheții.
Regeneratorul

Regeneratorul a fost elementul cheie inventat de Robert Stirling și prezența sau lipsa lui face deosebirea dintre adevăratul motor Stirling și o altă mașină de aer cald. În baza celor spuse, multe motoare care nu au un regenerator vizibil cu mici rezerve pot fi categorisite ca motoare Stirling în sensul că la versiunile Beta și Gamma cu piston de refulare fără segmenți, acesta și suprafața cilindrului fac un schimb termic periodic cu gazul de lucru asigurând un oarecare efect de recuperare. Această rezolvare se regăsește adesea la modele de mici dimensiuni și de tip LTD unde pierderile de flux suplimentare și volumele neutilizate pot fi contraproductive, iar lipsa regeneratorului poate fi chiar varianta optimă.
Într-un motor Stirling regeneratorul reține în interiorul sistemului termodinamic o parte din energia termică la o temperatură intermediară care altfel ar fi schimbată cu mediul înconjurător, ceea ce va contribui la apropierea eficienței motorului de cea a ciclului Carnot lucrând între temperaturile maximă și minimă.
Regeneratorul este un fel de schimbător de căldură în care fluidul de lucru își schimbă periodic sensul de curgere – a nu se confunda cu un schimbător de căldură în contracurent în care două fluxuri separate de fluid circulă în sensuri opuse de o parte și de alta a unui perete despărțitor. Scopul regeneratorului este de a mări semnificativ eficiența prin „reciclarea” energiei termice din ciclu pentru a micșora fluxurile termice din cele două schimbătoarele de căldură, adeseori permițând motorului să furnizeze o putere mai mare cu aceleași schimbătoare de căldură.
Regeneratorul este în mod obișnuit constituit dintr-o cantitate de fire metalice, de preferință cu porozitate scăzută pentru reducerea spațiului neutilizat, cu axa plasată perpendicular pe direcția fluxului de gaz, formând o umplutură de plase. Regeneratorul este situat în circuitul gazului între cele două schimbătoare de căldură. În timpul vehiculării gazului între schimbătorul de căldură cald și cel rece, 90% din energia sa termică este temporar transferată la și de la regenerator. Regeneratorul reciclează în principal căldura neutilizată ceea ce reduce fluxurile de energie termică transmise de cele două schimbătoare de căldură.
Apare necesitatea renunțării la unele avantaje în favoarea altora mai ales la motoare cu putere litrică (raport dintre putere și cilindree) mare (motoare HTD), astfel regeneratorul va trebui proiectat cu grijă pentru a obține un transfer de căldură mare la pierderi mici datorate rezistențelor hidrodinamice și un spațiu neutilizat cât mai redus. La fel ca la schimbătoarele de căldură cald și rece, realizarea unui regenerator performant este o problemă de optimizare între cele trei cerințe mai sus amintite.

## Bazele teoretice
Ciclul Stirling ideal este un ciclu termodinamic cu două izocore și două izoterme. Este ciclul termodinamic cel mai eficient practic realizabil, eficiența sa teoretică egalând-o pe cea ipotetică a unui ciclu Carnot. Cu toate acestea probleme de ordin tehnic reduc eficiența în realizare – un mecanism mai simplu fiind avantajat față de o realizare a unui ciclu apropiat celui teoretic.

### Transformări

Diagrama p-V al procesului Stirling

Gazul de lucru este supus unui ciclu de dilatări și comprimări compus din două transformări izoterme și două transformări izocore. Se utilizează următoarele prescurtări:
{\displaystyle Q,\ L} = Cantitate de căldură , lucru mecanic în J

{\displaystyle n\,} = Masa gazului în mol

{\displaystyle C_{v}\,} = Capacitatea calorică molară la v=const. in J/mol

{\displaystyle R\,} = Constanta universală a gazului în J mol−1 K−1

{\displaystyle T,\ T_{0}} = Temperatura superioară și inferioară în K

{\displaystyle V_{2},\ V_{3}} = Volumul în punctul mort superior în m³

{\displaystyle V_{1},\ V_{4}} = Volumul în punctul mort inferior în m³
Timp 1 1-2 pe grafic este o destindere izotermă în cursul căreia gazul efectuează lucru mecanic asupra mediului. Căldura absorbită Q și lucrul mecanic efectuat L12 sunt legate prin formula:

{\displaystyle Q=L_{12}=n\cdot R\cdot T\cdot \ln {\frac {V_{2}}{V_{1}}}}
Timp 2 2-3 pe grafic este o răcire izocoră în cursul căreia prin cedare de căldură către regenerator gazul este adus în starea inițială. Căldura cedată se determină cu formula:

{\displaystyle Q_{23}=n\cdot C_{V}\cdot (T-T_{0})}
Timp 3 3-4 pe grafic este o comprimare izotermă în cadrul căreia lucrul mecanic necesar modificării volumului L34 este egal cu căldura cedată. Q0

{\displaystyle Q_{0}=L_{34}=n\cdot R\cdot T_{0}\cdot \ln {\frac {V_{3}}{V_{4}}}}
Timp 4 4-1 pe grafic este o incălzire izocoră în cursul căreia căldura absorbită în timpul 2 de către regenerator este cedată gazului, valoarea acesteia fiind:

{\displaystyle Q_{41}=n\cdot C_{V}\cdot (T-T_{0})}

### Lucrul mecanic util

Bilanț energetic

Lucrul mecanic util este reprezentat în diagrama p-V de mai sus de suprafața închisă de curba ciclului, pe când în diagrama T-s (entropie-temperatură) ca rezultat al diferenței dintre energia calorică absorbită și cea cedată. Lucrul mecanic util este reprezentat și în bilanțul energetic din schița alăturată:
energia absorbită = energia cedată
{\displaystyle Q=Q_{0}+L\,}
{\displaystyle L=Q-Q_{0}\,}
Utilizând formulele de mai sus pentru Q și Q0 rezultă: {\displaystyle L=n\cdot R\cdot T\cdot \ln \left({\frac {V_{2}}{V_{1}}}\right)-n\cdot R\cdot T_{0}\cdot \ln \left({\frac {V_{3}}{V_{4}}}\right)\ }; având {\displaystyle {\frac {V_{2}}{V_{1}}}={\frac {V_{3}}{V_{4}}}={\frac {V_{pme}}{V_{pmi}}}}
Se obține formula pentru lucrul mecanic:
{\displaystyle L=n\cdot R\cdot \ln \left({\frac {V_{pme}}{V_{pmi}}}\right)\cdot (T-T_{0})}

### Randament

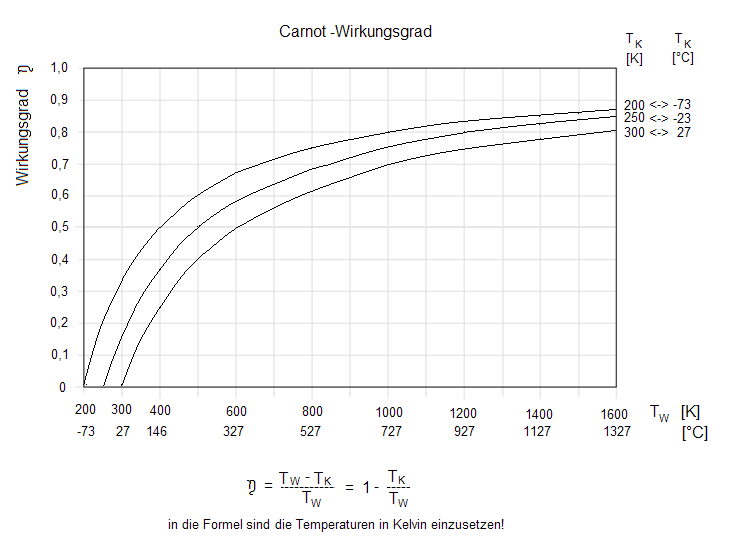
Randamentul ciclului Carnot

Punctul slab al motoarelor Stirling îl reprezintă randamentul. În principiu motoarele Stirling nu pot atinge un randament Carnot înalt, deoarece temperatura de lucru maximă este limitată de temperatura sursei calde. În practică gazul de lucru nu poate fi încălzit peste temperatura de 800 K. La aceste diferențe de temperatură mici randamentul Carnot este de cca 66% și se situează astfel mult sub cel al motoarelor cu ardere internă uzuale.
Această problemă se manifestă și în cazul termocentralelor dotate doar cu turbine cu abur, în partea de producere a curentului electric, care ating 66 % din randamentul lor Carnot, rezultând un randament efectiv de puțin peste 40 %. Motoarele Stirling ating 50% din randamentul lor Carnot, cu un randament efectiv corespunzător mai mic.

## Tipuri de motoare
Inginerii clasifică motoarele Stirling în trei tipuri distincte. Tipul Alfa se referă la cazul când doi sau mai mulți cilindri separați, de diferite temperaturi, sunt legați între ei. Tipurile Beta și Gamma utilizează un piston de refulare pentru a vehicula gazul de lucru între schimbătorul de căldură cald și cel rece situate in același cilindru.

### Alfa Stirling
Un motor de tip Alfa Stirling conține două pistoane de lucru, unul cald și altul rece, situate separat în câte un cilindru. Cilindru pistonului cald este situat în interiorul schimbătorului de căldură de temperatură înaltă iar cel al pistonului rece în schimbătorul de căldură de temperatură scăzută. Acest tip de motor are o putere litrică foarte mare dar prezintă dificultăți tehnice din cauza temperaturilor foarte mari din zona pistonului cald și a etanșării sale.

Schiță de funcționare a motorului Alfa Stirling

Funcționarea motorului Alfa Stirling

Funcționarea motorului Alfa Stirling poate fi descrisă în patru timpi:
- Timpul 1: Cea mai mare parte a gazului de lucru este în contact cu peretele cilindrului cald; ca urmare se încălzește mărindu-și volumul și împingând pistonul spre capătul cilindrului. Dilatarea continuă și în cilindrul rece al cărui piston are o mișcare defazată cu 90° față de pistonul cilindrului cald, însoțită de extragere în continuare de lucru mecanic.
- Timpul 2: Gazul de lucru a ajuns la volumul maxim. Pistonul în cilindrul cald începe să împingă cea mai mare parte din gaz în cilindrul rece unde pierde din temperatura acumulată și presiunea scade.
- Timpul 3: Aproape toată cantitatea de gaz este în cilindrul rece și răcirea continuă. Pistonul rece, acționat de momentul de inerție al volantului sau o altă pereche de pistoane situate pe același arbore comprimă gazul.
- Timpul 4: Gazul ajunge la volumul minim și pistonul din cilindrul cald va permite vehicularea spre acest cilindru unde va fi încălzit din nou și va începe cedarea de lucru mecanic către pistonul de lucru.

### Beta Stirling

Funcționarea unui motor Beta Stirling

Un motor de tip Beta Stirling are un singur cilindru în care sunt așezate un piston de lucru și unul de refulare montate pe același ax. Pistonul de refulare nu este montat etanș și nu servește la extragerea de lucru mecanic din gazul ce se dilată având doar rolul de a vehicula gazul de lucru între schimbătorul de căldură cald și cel rece. Când gazul de lucru este împins către capătul cald al cilindrului, se dilată și împinge pistonul de lucru. Când este împins către capătul rece, se contractă și momentul de inerție al motorului, de obicei mărit cu ajutorul unui volant, împinge pistonul de lucru în sensul opus, pentru a comprima gazul. Spre deosebire de tipul Alfa în acest caz se evită problemele tehnice legate de inelele de etanșare de la pistonul cald.
Funcționarea motorului Beta Stirling

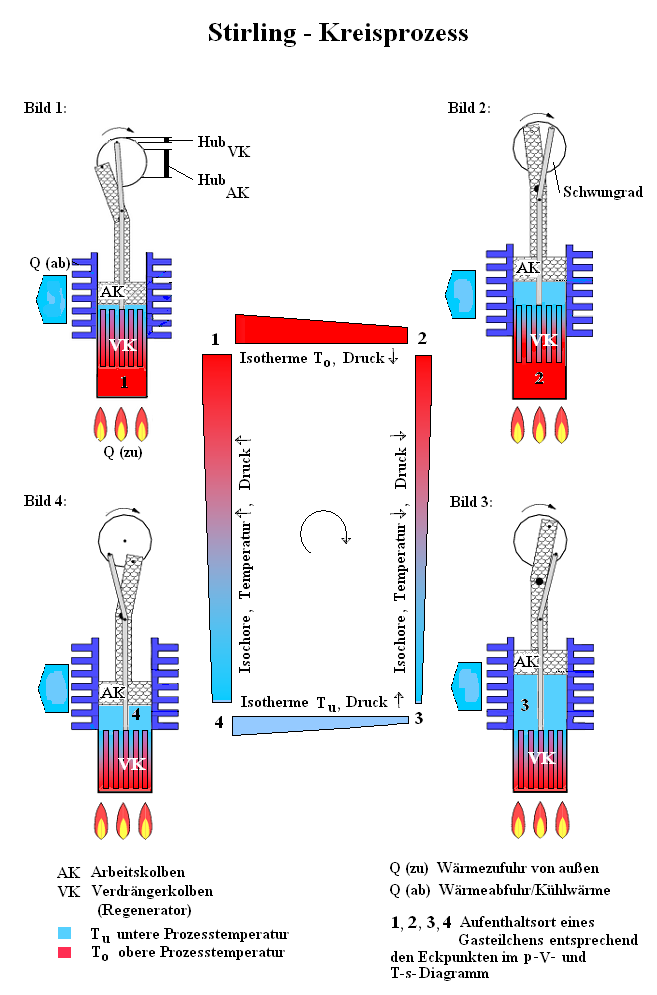
Schiță de funcționare a motorului Beta Stirling
Legendă: AK – piston de lucru, VK – piston de refulare, Hub_{AK} - cursă piston lucru, Hub_{VK} - cursă piston refulare, Q_{(ab)} - căldură cedată, Q_{(zu)} - căldură primită, T_{o} - temperatura sursei calde, T_{u} - temperatura sursei reci, 1-2-3-4 – poziția unei particule de gaz în punctele limită de pe diagramele p-V-T;
Dicționar: Keisprozess=Ciclu, Druck=presiune, Schwungrad=Volant

Cei patru timpi de funcționarea a motorului Beta Stirling sunt (pe desen):
- Timpul 1->2: Gazul de lucru este încălzit în zona caldă a cilindrului, pe baza absorbției de energie termică de la sursa caldă. Prin încălzire gazul de lucru se dilată. În urma acesteia pistonul de refulare este împins înainte. Odată cu mișcarea pistonului de refulare se va mișca și pistonul de lucru. Cele două pistoane se mișcă defazat cu 90°. Prin urmare în primul timp pistonul de refulare va avea o cursă nesemnificativă (proiecția lungimii manivelei pe orizontală). În acest timp pistonul de lucru cedează lucru mecanic volantului.
- Timpul 2->3: Volantul se mișcă datorită momentului de inerție mai departe. Pistonul de refulare împinge acum gazul de lucru din zona caldă în zona rece unde se va răci. De cele mai multe ori pistonul de lucru preia și rolul regeneratorului: preia o parte din căldura gazului de lucru ce curge din zona caldă spre cea rece. În zona rece gazul de lucru va fi răcit cu ajutorul unui radiator de răcire cu aer sau prin mantaua cilindrului răcit cu ajutorul apei. Poziția pistonului de lucru se schimbă în această fază foarte puțin. Presiunea în interior scade datorită răcirii.
- Timpul 3->4: La motoare Stirling cu presiune internă mare în această fază are loc o compresie, pe când la cele cu presiune internă mică poate avea loc încă cedare de lucru mecanic în timp ce presiunea atmosferică acționează asupra pistonului de lucru. În caz contrar, în timpul compresiei este nevoie de un aport de lucru mecanic, care se preia din momentul de inerție al volantului. La acest timp poziția pistonului de refulare se schimbă doar foarte puțin.
- Timpul 4->1: Volantul se învârte în continuare și prin aceasta pistonul de refulare se va deplasa în sus. Acest lucru are ca rezultat trecerea gazului din zona superioară rece în zona inferioară caldă (încălzire). Regeneratorul cedează gazului de lucru căldura înmagazinată în timpul 2 preîncălzindu-l. Ciclul se reia de la început.

Regeneratorul (la variantele constructive fără piston de refulare se numește diafragmă) în funcționare va avea o temperatură mijlocie ce se situează între cea a zonei reci și a celei calde. Lucrează pe baza capacității sale temice, înmagazinează căldura între timpii cu schimb de gaz, și în caz ideal asigură ca gazul să ajungă cu această temperatură medie în zona caldă respectiv rece. Tocmai aceasta este cantitatea de căldură ce nu trebuie introdusă prin schimbătorul de cădură din zona caldă respectiv eliminată prin cel din zona rece, mărindu-se astfel randamentul.

### Gamma Stirling
Un motor de tip Gamma Stirling este un Beta Stirling la care pistonul de lucru este montat într-un cilindru separat alăturat de cilindrul de refulare, dar este conectat la același volant. Gazul din cei doi cilindri circulă liber între aceștia. Această variantă produce o rată de compresie mai mică dar este constructiv mai simplă și adeseori este utilizat în motoare Stirling cu mai mulți cilindri.
Funcționarea motorului Gamma Stirling

Schiță de funcționare a motorului Gamma Stirling

- Timpul 1: În timpul acestei faze pistonul de lucru efectuează o cursă minimă, volumul total este minim. În schimb pistonul de refulare efectuează o cursă lungă și gazul de lucru se încălzește.
- Timpul 2: Pistonul de refulare are o cursă scurtă, pe când pistonul de lucru efectuează mai mult de 70% din cursa sa totală. El generează energie mecanică.
- Timpul 3: Pistonul de refulare efectuează cea mai mare parte din cursa sa: gazul este răcit. Pistonul de lucru are o cursă scurtă.
- Timpul 4: Pistonul de refulare rămâne în partea superioară a cilindrului: gazul este complet răcit. Față de acesta pistonul de lucru parcurge cea mai mare parte a cursei sale: comprimă gazul și cedează lucru mecanic în acest scop.

### Alte tipuri

Schiță Motor Stirling cu piston liber

Inginerii și inventatorii continuă să fie preocupați de realizarea de noi variante constructive bazate pe ciclul Stirling. O deosebită preocupare înconjoară motorul cu piston rotativ Stirling, având ca scop transformarea puterii preluate din ciclul Stirling direct în mișcare rotativă, analog cu motorul cu piston rotativ cu ardere internă. Până în prezent nu a fost construit niciun prototip, dar există o varietate de concepte, modele, și au fost înregistrate brevete.
Un domeniu deosebit îl reprezintă motoarele Stirling "cu piston liber", între care se enumeră și cele cu piston lichid și cele cu diafragmă.
O variantă de motor Stirling este pompa de apă cu piston lichid utilizând ciclul Stirling. Forma cea mai simplă include gazul de lucru, un lichid și două supape unidirecționale. Lucrul mecanic dezvoltat în acest caz este utilizat pentru pomparea lichidului.

## Surse de căldură

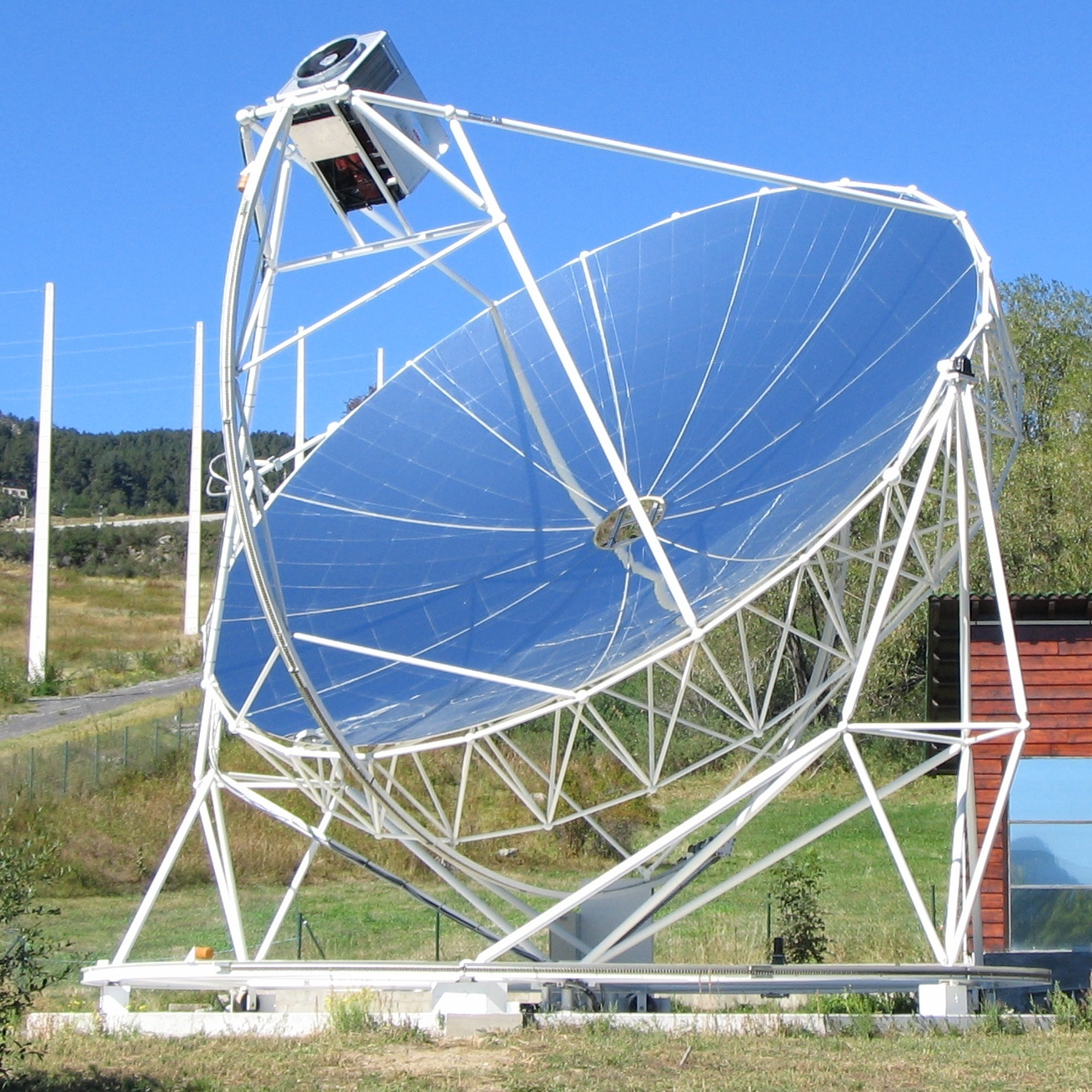
Oglindă parabolică cu motor Stirling în punctul focal și dispozitivul său de orientare după soare la Plataforma Solar de Almería (PSA) în Spania.

### Aplicații de cogenerare (CHP - Combined Heat and Power)

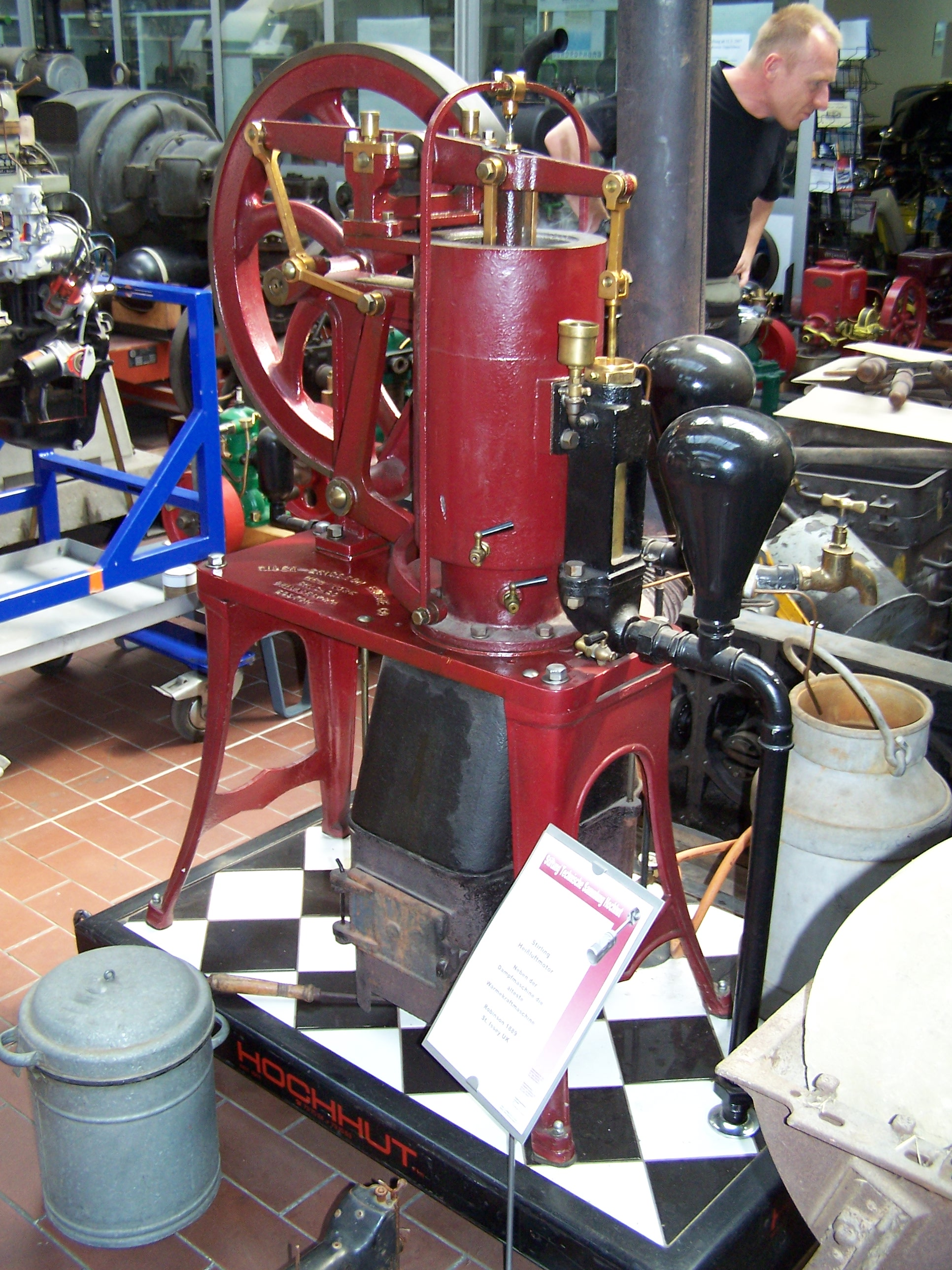
Motor Stirling la Colecția Tehnică Hochhut din Frankfurt am Main